# Rožanec
Rožanec – wieś w Słowenii, w gminie Črnomelj. W 2018 roku liczyła 54 mieszkańców.